# Massimo Friso
Massimo Friso (Padova, 10 luglio 1960) è un allenatore di pallacanestro italiano.

## Carriera

### Club
Inizia nelle giovanili del Petrarca, per diventare poi nel 1988 allenatore della prima squadra in Serie B2.
Nel 1994 si trasferisce a Pistoia come assistente, per diventare poi nel 1997 allenatore della prima squadra in Serie A1.
Quindi guida Mestre, Forlì, Arezzo e Ferentino, prima di tornare a Padova alla guida della Virtus. Nel 2018, guida Barcellona Pozzo di Gotto alla vittoria della stagione regolare nel girone D di serie B, salvo poi uscire ai playoff contro Cassino. La stagione successiva, fino al 2020, lo vede alla guida di Faenza, dove ottiene una storica semifinale playoff. Dal giugno del 2021 è in sella a Piombino, dove porta la Solbat alla qualificazione ai playoff.

### Nazionali
Si è occupato anche del settore squadre nazionali e nel 1992 ha partecipato ai Giochi del Mediterraneo.

## Palmarès

### Individuale
- Allenatore Veneto dell'anno FIP Veneto categorie seniores

2016